# Rhinecanthus assasi
Il pesce balestra rigato (Rhinecanthus assasi Forsskål, 1775) è un pesce d'acqua salata appartenente alla famiglia Balistidae.

## Distribuzione e habitat
Questa specie è diffusa nel Mar Rosso e nell'Indiano occidentale, nel Golfo dell'Oman e nel Golfo Persico. Abita le barriere coralline e i fondali sabbiosi bassi di lagune e reef vicino alle rive.